# スティーヴン・ブリル (映画監督)
スティーヴン・ブリル（Steven Brill、1962年5月27日 - ）は、アメリカ合衆国の映画監督、脚本家、俳優。

## 来歴
ニューヨーク州ユーティカ出身。ボストン大学フィルム・スクールで映画、演劇、演技を学ぶ。
俳優、脚本家、映画監督と幅広く活動。脚本では『飛べないアヒル』とその続編『D2 マイティ・ダック』、『D3 マイティ・ダックス 飛べないアヒル3』で知られる。
1995年に映画監督デビュー、主にコメディ映画（特にアダム・サンドラー出演作品）を監督している。
2013年の映画『ムービー43』でほかの13人の監督と共に第34回ゴールデンラズベリー賞最低監督賞を受賞している。
妻は女優のルサンナ・ホッパー。

## 主な作品

### 監督
- ヘビーウェイト/サマー・キャンプ奪還作戦 Heavyweights (1995) ※
- アンラッキー・ナイト/災難がいっぱい! Late Last Night (1999) テレビ映画 ※
- リトル★ニッキー Little Nicky (2000) ※
- Mr.ディーズ Mr. Deeds (2002)
- トレジャー・ハンターズ Without a Paddle (2004)
- Mr.ボディガード/学園生活は命がけ! Drillbit Taylor (2008)
- ムービー43 Movie 43 (2013) iBabe（iBabe）
- 恋するブロンド・キャスター Walk of Shame (2014) ※
- ドゥ・オーバー: もしも生まれ変わったら The Do-Over (2016)
- サンディ・ウェクスラー Sandy Wexler (2017)
- アダム・サンドラーの100%フレッシュ Adam Sandler: 100% Fresh (2018) Netflixスタンドアップコメディ、製作総指揮も
- ヒュービーのハロウィーン Hubie Halloween (2020)

※は脚本も担当。

### 脚本
- 飛べないアヒル The Mighty Ducks (1992)
- D2 マイティ・ダック D2: The Mighty Ducks (1994) 共同製作も
- D3 マイティ・ダックス 飛べないアヒル3 D3: The Mighty Ducks (1996) 製作総指揮も
- ヘッド・ロック GO!GO! アメリカン・プロレス Ready to Rumble (2000)

### 出演
- セックスと嘘とビデオテープ Sex, Lies, and Videotape (1989)
- ハリウッドにくちづけ Postcards from the Edge (1990)
- ザ・リスク/甘く危険な賭け Genuine Risk (1990)
- シザーハンズ Edward Scissorhands (1990)
- Mr.エンジェル/神様の賭け Almost an Angel (1990)
- バットマン リターンズ Batman Returns (1992)
- 飛べないアヒル The Mighty Ducks (1992)
- アスペン Aspen Extreme (1993)
- D2 マイティ・ダック D2: The Mighty Ducks (1994)
- 男が女を愛する時 When a Man Loves a Woman (1994)
- ネイキッド・ラブ French Exit (1995)
- D3 マイティ・ダックス 飛べないアヒル3 D3: The Mighty Ducks (1996)
- ウェディング・シンガー The Wedding Singer (1998)
- ビッグ・ダディ Big Daddy (1999)
- リトル★ニッキー Little Nicky (2000) クレジットなし
- ジョー・ダート 華麗なる負け犬の伝説 Joe Dirt (2001)
- Mr.ディーズ Mr. Deeds (2002) クレジットなし
- 無ケーカクの命中男/ノックトアップ Knocked Up (2007)
- Mr.ボディガード/学園生活は命がけ! Drillbit Taylor (2008)
- 恋するブロンド・キャスター Walk of Shame (2014)
- サンディ・ウェクスラー Sandy Wexler (2017)